# Phyllanthus gypsicola
Phyllanthus gypsicola är en emblikaväxtart som beskrevs av Mcvaugh. Phyllanthus gypsicola ingår i släktet Phyllanthus och familjen emblikaväxter. Inga underarter finns listade i Catalogue of Life.